# 卡齐·穆罕默德·伊萨
卡齐·穆罕默德·伊萨（1914年7月17日—1976年6月19日），是一位巴基斯坦政治家，也是巴基斯坦运动的杰出领导人之一。

## 早年生活
卡齐·穆罕默德·伊萨于1914年7月17日出生在俾路支省的皮欽。他的家庭是一個信奉遜尼派的哈扎拉人部落賽赫·阿里，从阿富汗的坎大哈迁徙到英屬印度俾路支省。他在奎达接受了基础教育。1933年，他到英国深造，并在伦敦中殿获得法律学位。回到英属印度后，他于1938年开始在孟買执业，在那里他第一次遇到未來的巴基斯坦總督真納。
1947年以前，他代表全印穆斯林联盟在俾路支省参与组建了第一个穆斯林分部。
1939年1月获得律师资格后，他回到家乡，在孟买遇到了穆罕默德·阿里·真纳。他的思想和个性给依薩留下了深刻的印象，回到俾路支省后，他在他的省成立了全印穆斯林联盟。 他在巴基斯坦运动中发挥了关键作用，是穆罕默德·阿里·真纳信任的副手之一。他是全印穆斯林联盟工作委员会最年轻的成员，作为俾路支省穆斯林联盟主席，他迅速在全省组织了该党，并在‘投票给巴基斯坦运动’和当时西北边境省的历史性公投中发挥了关键作用。1940年至1947年间，依薩长途跋涉30多万英里，为巴基斯坦运动竞选。
他代表俾路支省参加了1940年的拉合尔决议，也就是俗称的巴基斯坦决议。依薩的侄子阿斯拉夫·杰漢吉爾·依薩曾担任巴基斯坦驻印度高级专员、巴基斯坦驻联合国组织常驻代表和联合国驻伊拉克秘书长特别代表。依薩的儿子卡茲法茲·依薩于2009年8月5日成为俾路支省高等法院首席大法官。
后来，依薩于1951年至1953年担任巴基斯坦驻巴西大使。他也是1950年、1954年和1974年出席联合国的巴基斯坦代表团的成员。他在第一届巴基斯坦制宪会议被任命为少数群体委员会成员。

## 晚年
依萨于1976年6月19日因交通事故去世。他为穆斯林联盟服务了37年。

## 個人生活
他的妻子是愛爾蘭人的穆斯林皈依者詹妮弗·慕沙，他的親属中有一些著名的巴基斯坦政治家。他的兩個儿子阿茲瑪特·依薩和阿斯拉夫·卡齐，分別是巴基斯坦最高法院的法官和外交官，其中阿斯拉夫·卡齐，在为巴基斯坦服务的过程中担任过许多重要的外交职位。包括驻华大使。

## 後世紀念
巴基斯坦邮政于1990年发行了一枚纪念邮票，以纪念依薩在其《自由先锋》系列中的荣誉。